# Adrien Tapsoba
Bobo Adrien Tapsoba (* 9. Mai 1933; † 14. Oktober 2002) war ein Fußballfunktionär und Beamter aus dem westafrikanischen Staat Burkina Faso.
Er begann sein Berufsleben als Lehrer und erlangte später in Paris ein Verwaltungsdiplom. Zur Zeit der Dritten Republik hatte er unter anderem Posten als Generalsekretär des Premierministers und Stabschef des Innenministeriums. Nach der Revolution von Thomas Sankara 1983 gehörte er zur ersten Gruppe der entlassenen Beamten.
Von 1964 bis 1965 und von 1966 bis 1980  war er Präsident des nationalen Fußballverbandes, der heutigen Fédération Burkinabè de Football (FBF). Als Nachfolger des in Haft genommenen Maxime Ouédraogo gab sich der Verband unter seiner Leitung neue Statuten und wurde Mitglied von FIFA und CAF. Nach Konflikten um die Schaffung neuer regionaler Ligen wurde der Verband 1965 von politischer Seite aufgelöst und eine Interimsführung unter Naon Charles Somé eingesetzt, die bis zum Sturz des Staatspräsidenten Maurice Yaméogo ein Jahr später im Amt war. Für weitere 14 Jahre leitete Tapsoba im Anschluss erneut den Verband, bis dieser nach dem Putsch von Saye Zerbo durch ein Comité national chargé du football (CNCF) unter Führung von Michel Ilboudo ersetzt wurde. Tapsoba war erster Burkiner im Exekutivkomitee des afrikanischen Verbandes CAF.
Als Spieler war Tapsoba bei USF Ouahigouya und RC Ouagadougou aktiv.